# Municipio de Peru (condado de Huron)
El municipio de Peru (en inglés: Peru Township) es un municipio ubicado en el condado de Huron en el estado estadounidense de Ohio. En el año 2010 tenía una población de 1105 habitantes y una densidad poblacional de 16,6 personas por km².

## Geografía
El municipio de Peru se encuentra ubicado en las coordenadas 41°10′43″N 82°41′29″O / 41.17861, -82.69139. Según la Oficina del Censo de los Estados Unidos, el municipio tiene una superficie total de 66.59 km², de la cual 66,37 km² corresponden a tierra firme y (0,33 %) 0,22 km² es agua.

## Demografía
Según el censo de 2010, había 1105 personas residiendo en el municipio de Peru. La densidad de población era de 16,6 hab./km². De los 1105 habitantes, el municipio de Peru estaba compuesto por el 98,82 % blancos, el 0,18 % eran afroamericanos, el 0,09 % eran amerindios, el 0,09 % eran asiáticos, el 0,09 % eran de otras razas y el 0,72 % eran de una mezcla de razas. Del total de la población el 0,72 % eran hispanos o latinos de cualquier raza.